# Чернов, Валентин Николаевич
Валенти́н Никола́евич Чернов (1 октября 1948, Попасная, Луганская область, Украинская ССР, СССР) — советский артист цирка, акробат-жонглёр с большими мячами. Заслуженный артист РСФСР (1991).

## Биография
В 1969 году окончил Киевскую студию эстрадно-циркового искусства, выступал с номером «Соло-жонглёр» в Дирекции Украинских коллективов «Цирк на сцене». В том же году поступил во Всесоюзную творческую мастерскую эстрадного искусства имени Л.С. Маслюкова (ВТМЭИ) и подготовил в 1970 году номер «Жонглёр с большими мячами». 
Валентин Чернов жонглирует только большими мячами размером с футбольные. Он бросает мячи руками, заставляет их кататься по рукам, голове, бьёт их в пол, чередует жонглирование с ударами головой, плечами, коленями, носком и пяткой. Из уникальных трюков: комбинации с пятью футбольными мячами, в которой артист исполняет пируэт, и жонглированием семью футбольными мячами.
Лауреат Всесоюзных конкурсов артистов цирка и эстрады в 1975 и 1987 годах. 

## Награды
- Заслуженный артист РСФСР (1991).
- Медаль в честь 850-летия г. Москвы (1997)